# 春日若宮社 (奈良市中辻町)
春日若宮社（かすがわかみやしゃ）は、奈良県奈良市中辻町にある神社。春日造の小祠に覆屋がある。手前に天保12年（1841年）と嘉永2年（1849年）の石灯籠がある。
祭神は天児屋根命の御子、天忍雲根命である。

## 概要
『奈良坊目拙解』に「春日神社 在肘塚松樹本」とある。この小祠が宝永3年（1706年）に焼失したが、その際御神軀である圓器は松樹の上に飛び上がり難を逃れたという。人々これを奇しきこととして、同年小祠を造営して遷座したことなどが記されている。
一説には、玄昉塚が同所にあり、その霊を祀っていたのが、後に春日大明神と呼ぶようになったともいうが、その実はわからない、とある。玄昉の筑紫国での憤死の際、遺骸が飛来し、肘（かいな）が落ちたところに作った塚を肘塚（かいなづか）といい、隣町の肘塚町の由来ともなっているが、その肘塚は正しくは中辻町西側会所の裏の路傍にあるという。この塚の伝説に付会して記されたものであろう。